# 阿尔贝斯特罗夫
阿尔贝斯特罗夫（法語：Albestroff，法語發音：[albɛstʁɔf]；洛林法兰克语：Alstroff）是法国摩泽尔省的一个市镇，属于萨尔堡-萨兰堡区。

## 地理
阿尔贝斯特罗夫（48°55'57"N, 6°51'23"E）面积19.3 平方千米，位于法国大東部大區摩泽尔省，该省份为法国东北部内陆省份，是洛林的一部分，西南接默尔特-摩泽尔省，东临下莱茵省，北与卢森堡和德国接壤。
与阿尔贝斯特罗夫接壤的市镇（或旧市镇、城区）包括：托尔舍维尔、日夫里库尔、安斯曼、莱南、蒙迪迪耶、曼斯泰、内班、雷南、维贝斯维莱尔。
阿尔贝斯特罗夫的时区为UTC+01:00、UTC+02:00（夏令时）。

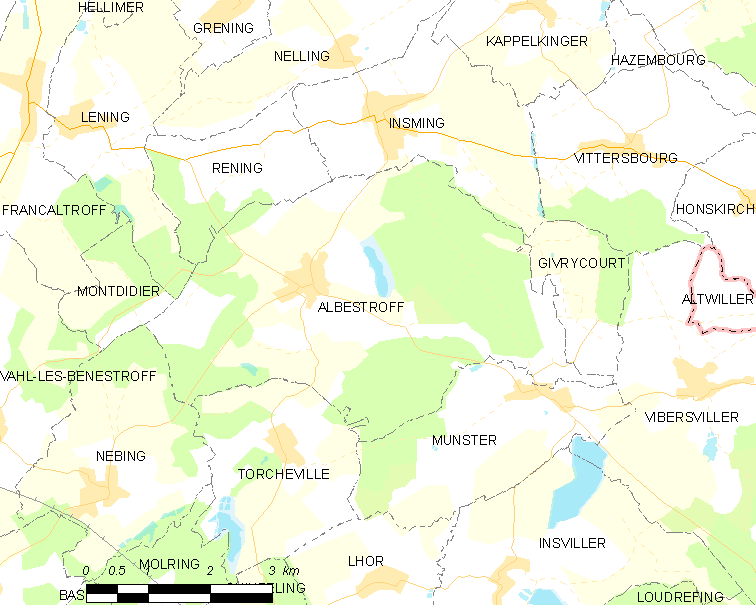
阿尔贝斯特罗夫的OSM定位图

## 行政
阿尔贝斯特罗夫的邮政编码为57670，INSEE市镇编码为57011。

## 政治
阿尔贝斯特罗夫所属的省级选区为索努瓦县。

## 人口

1962-2008年间阿尔贝斯特罗夫人口变化图示

阿尔贝斯特罗夫于2022年1月1日时的人口数量为610人。